# George Darwin
Pour les articles homonymes, voir Darwin.
George Howard Darwin (Downe le 9 juillet 1845-Cambridge le 7 décembre 1912) est un astronome et mathématicien anglais.

## Biographie
George Howard Darwin est le deuxième fils du célèbre biologiste britannique Charles Darwin, un des principaux théoriciens de l'évolution, et de son épouse Emma Darwin née Wedgwood. Tout en s'intéressant à un domaine scientifique très différent, il est comme son père un savant britannique hors pair et laisse, comme celui-ci, une empreinte forte dans l'histoire des sciences. Encore maintenant plusieurs de ses travaux restent d'actualité.
Il étudie sous Charles Pritchard, puis gagne une bourse pour financer ses études au collège Trinity de l'Université de Cambridge. Il y est admis en tant qu'avocat en 1874, mais retourne bien vite à des études scientifiques. En 1883 il devient « professeur plumien d'astronomie et de philosophie expérimentale » à cette même université de Cambridge. Il occupe ce poste jusqu'à sa mort en 1912. Il est membre de la Royal Society.
Il reçoit la médaille d'or de la Royal Astronomical Society en 1892, et est président de cette institution quelque temps plus tard. Ses principaux travaux concernent ce que l'on appelle maintenant la géodynamique, dont il est avec Lord Kelvin et A.E.H. Love l'un des plus illustres pionniers. Il s'illustre dans la théorie des marées qu'il fait reposer sur des bases mathématiques solides ; il établit une première classification des composantes de marée les plus importantes (appelée actuellement « classification de Darwin » et forge les symboles (toujours employés) pour ces marées partielles, tels M2 pour désigner la marée semi-diurne principale causée par la Lune (« M » pour moon=lune en anglais) ou S1 pour désigner une importante marée diurne causée par le Soleil (« S » pour sun=soleil en anglais). Il propose une théorie de la formation de la Lune qui connaît son heure de gloire : selon Darwin, la Lune aurait été éjectée de la Terre en laissant comme cicatrice le bassin du Pacifique. Cela se serait produit dans un passé très lointain lorsque la Terre tournait tellement vite sur elle-même que la durée du jour n'était que légèrement supérieure à quatre heures et que l'attraction gravifique à l'équateur était moindre que la force centrifuge. Bien sûr, eu égard à nos connaissances actuelles, cette théorie n'est plus guère acceptée par la très grande majorité des géophysiciens, mais certains astronomes et certains géochimistes tentent parfois de la raviver sous forme amendée. George Howard Darwin est aussi fort connu parmi les spécialistes pour ses travaux concernant d'une part la figure de la Terre, domaine dans lequel il étend les travaux de Clairaut et de Laplace, qui restent confinés au premier ordre d'approximation, au deuxième ordre d'approximation (à l'approximation de Darwin, la figure de la Terre n'est plus un sphéroïde strict comme dans le cas de l'approximation de Clairaut et Laplace), concernant d'autre part la friction des marées causant le freinage de la rotation de la Terre et l'allongement concomitant de la distance Terre–Lune au cours des temps géologiques. Au cours des années 1860, lui et Kelvin peuvent prouver, sur base d'enregistrements de marégraphes installés dans divers ports de l'Empire britannique, que le matériau se trouvant en dessous de l'écorce terrestre n'est pas liquide comme on le pensait alors, mais au moins aussi solide que l'acier. En astronomie et mécanique céleste les travaux de Darwin sur les étoiles doubles sont également innovateurs. La très vaste littérature scientifique, rassemblée dans les cinq volumes de ses Scientific Papers, témoigne de la variété, de la richesse et de la profondeur de l'œuvre laissée par ce savant britannique. Pour le profane, son livre de vulgarisation concernant les phénomènes de marée reste toujours d'une lecture extrêmement agréable et enrichissante, malgré le passage du temps.
George Howard Darwin épouse en 1884 Maud du Puy, une Américaine de Philadelphie. Le couple a quatre enfants (deux fils et deux filles), parmi lesquels au moins deux atteignirent aussi une certaine célébrité. Il s'agit de Gwen Raverat (1885-1957), qui s'illustra dans le domaine artistique ; de Charles Galton Darwin (1887-1962), qui est un physicien renommé, surtout dans le domaine de la physique atomique théorique, de Margaret Elizabeth Darwin (1890-1974), qui épouse Sir Geoffrey Keynes, et de William Robert Darwin (1894-1970).

## Distinctions
- Chevalier commandeur de l'Ordre du Bain

## Œuvres
Scientific Papers:
- I. Oceanic tides and lunar disturbances of gravity. 1907.
- II. Tidal friction and cosmogony. 1908. Texte en ligne disponible sur LillOnum
- III. Figures of equilibrium of rotating liquid and geophysical investigations. 1910.
- IV. Periodic orbits and miscellaneous papers. 1911.
- V. Supplementary volume, containing biographical memoirs by Sir Francis Darwin and professor Ernest William Brown, lectures on Hill's lunar theory, etc. Edited by F.J.M. Stratton and J. Jackson. 1916. Cambridge University Press, Cambridge
- L’Évolution dans le vêtement (trad. Claire Debru, traduction d'un article paru dans Macmillan's Magazine n°26, 1872), Paris, Allia, 2014 (ISBN 978-2-84485-818-4)